# Protoglossum luteum
Protoglossum luteum är en svampart som beskrevs av Massee 1891. Protoglossum luteum ingår i släktet Protoglossum och familjen spindlingar.   Inga underarter finns listade i Catalogue of Life.